# مسجد الأمنية
مسجد الأمنية أو مسجد جامع الأمنية (بالملايو: Masjid Jamek Al-Amaniah ) هو مسجد يقع في مدينة سيلايانغ في اقليم سلاغور في ماليزيا، المسجد موجود في منطقة تامان أمنية بالقرب من كهوف باتو.

## البناء
تم بناء مسجد الأمنية على الطراز المعماري الحديث في الشرق الأوسط والبلاد العربية، حيث يملك المسجد قبة كبيرة ومأذنة طويلة القامة خارج المبنى، البناء العام للمسجد هو من الحجر والخرسانة الأسمنتية، يوجد في المسجد غرفة للصلاة كبيرة ومليئة بالسجاد الجميل ومجهزة بتكييف الهواء.

## التسهيلات
تشمل التسهيلات المتاحة في امسجد الأمنية وجود فضاء واسع لصلاة الرجال والنساء، بالإضافة لوجود غرفة تمثل مكتب إداري، وأماكن لوقوف السيارات الكبيرة، المسجد غالبا ما يقدم الدروس الدينية والدروس الدينية للجماعة الإسلامية وللسكان المحليين.

## وصلات خارجية
- موقع مسجد الأمنية على الخريطة
- البوم صور مسجد الأمنية